# Cuarteto de cuerda n.° 12 (Shostakóvich)
El Cuarteto de cuerda n.º 12 en re bemol mayor ( op. 133) es una obra de música de cámara del compositor ruso Dmitri Shostakóvich. Fue compuesto en 1968.

## Estreno y dedicatoria
Estrenado por el Cuarteto Beethoven el 14 de septiembre de 1968. El compositor lo dedicó a Dimitri Tsyganov, uno de los violinistas del Cuarteto Beethoven.

## Estructura
El 12 El cuarteto se compone solamente de dos movimientos y tiene una duración aproximada de 30 minutos.
1. Moderato - Allegretto
2. Allegretto - Adagio - Moderato - Allegretto

El cuarteto n.º 12 de Shostakóvich utiliza, en un guiño a su número, elementos de música serial que era muy poco apreciada por el régimen soviético. Así, el violonchelo presenta tres veces al inicio una serie de doce notas entrelazadas sin que se repita ninguna. Este número doce y estas doce notas reaparecerán muchas veces y de diferentes formas a lo largo de la obra. El moderato está construido sobre un plan de forma sonata con dos temas claramente separados por un cambio de tempo y una nueva serie cromática que borra momentáneamente el sentimiento tonal. 
El segundo movimiento es un tríptico que se basa en un breve motivo de cuatro semicorcheas, lanzadas por el violonchelo, que luego hace de solista, apoyado por las otras tres voces apagadas, que poco a poco se vuelven más fuertes y expresivas. La serie cromática reaparece en pizzicatos, seguida de un clímax marcado por violentos acordes disonantes. Luego, el violonchelo reanuda el recitado del adagio hasta el regreso del tema inicial. Lleno de virtuosismo, el allegretto final da una impresión de serenidad.

## Discografía selectiva
- Cuarteto Borodin, cuartetos de cuerda completos de Shostakovich, de Melodiya / BMG, 1997.